# Серийная запятая
Сери́йная запята́я (англ. serial comma), также известная как оксфордская запятая (Oxford comma) или гарвардская запятая (Harvard comma) — в пунктуации запятая, используемая в английском языке перед союзом (обычно and или or, а также nor), перед последним пунктом в списке из трёх или более элементов. Например, список из трёх стран «Португалия, Испания и Франция» может быть записан как Portugal, Spain, and France (с использованием серийной запятой) или как Portugal, Spain and France (без использования серийной запятой).
В американском английском большинство стилистических справочников используют серийную запятую, в том числе The Chicago Manual of Style, The Elements of Style Странка и Уайта и United States Government Printing Office Style Manual. The Associated Press Stylebook для журналистов не рекомендует использование серийной запятой. Серийная запятая используется гораздо реже в британском английском, но некоторые британские стилистические справочники требуют использовать её, в том числе стилистический справочник издательства Оксфордского университета и A Dictionary of Modern English Usage. Некоторые авторы британского английского используют серийную запятую только там, где это необходимо, чтобы избежать двусмысленности.

## Избежание неоднозначности
Если читатель не знает, какая конвенция используется, обе версии всегда неоднозначны.
Эти формы (среди прочих) позволят устранить неоднозначности:
- 1 человек
  - Они отправились в Орегон с Бетти, которая была горничной и кухаркой.
- 2 человека
  - Они отправились в Орегон с Бетти (горничной) и кухаркой. Или они отправились в Орегон с Бетти — горничной — и кухаркой.
  - Они отправились в Орегон с Бетти, горничной, и с кухаркой.
  - Они отправились в Орегон с горничной Бетти и кухаркой.
  - Они отправились в Орегон с кухаркой и Бетти, горничной.
- 3 человека
  - Они отправились в Орегон с Бетти, а также с горничной и кухаркой.
  - Они отправились в Орегон с Бетти, и c горничной и c кухаркой.
  - Они отправились в Орегон с Бетти, одной горничной и кухаркой.
  - Они отправились в Орегон с горничной, кухаркой и Бетти.

## В целом
- Список X, Y и Z является однозначным, если Y и Z не могут быть прочитаны как приложение к X .
- Равным образом, X, Y, и Z однозначны, если Y не может быть прочитано как приложение к X .
- Если ни Y , ни Y[,] и Z не могут быть прочитаны как в приложение к X , то обе формы списка являются однозначными, но если Y или Y[,] и Z могут быть прочитаны как в приложение к X , то обе формы из списка неоднозначны.
- X и Y и Z является однозначным предложением.

## Использование
The Chicago Manual of Style, Элементы стиля авторов Strunk и White, а также большинство авторитетных источников на американском английском и канадском английском, а также источники на британском английском (например, Oxford University Press и Modern English Usage) Фаулера рекомендуют использовать серийную запятую. Руководства для газет (например, New York Times, Los Angeles Times, Associated Press, газета Times в Великобритании и Canadian Press) не рекомендуют использовать серийную запятую, возможно для экономии места.

Различия во мнениях по использованию серийной запятой описаны в популяризированной книге Eats, Shoots & Leaves автора Лин Трасс (англ. Lynne Truss): «Есть люди, которые восхваляют Оксфордскую запятую, и люди, которые этого не делают, и я просто скажу так: никогда не влезайте между этими людьми, когда они выпили»: 
There are people who embrace the Oxford comma, and people who don't, and I'll just say this: never get between these people when drink has been taken.
Рекомендуют избегать серийную запятую также и многие академические издательства (например, Cambridge University Press), хотя некоторые академические издательства в англоязычных странах поддерживают или даже рекомендуют её использование.

### Руководства в поддержку обязательного использования
Следующие руководства поддерживают обязательное использование серийной запятой:
Style Manual Бюро правительства США по печати (англ. United States Government Printing Office)
После каждого члена в серии из трех или более слов, фразы, буквы или цифры, используемые с и , или или ни .

- «red, white, and blue»
- «horses, mules, and cattle; but horses and mules and cattle»
- «by the bolt, by the yard, or in remnants»
- «a, b, and c»
- «neither snow, nor rain, nor heat» («Ни снег, ни дождь, ни жара»)
- «2 days, 3 hours, and 4 minutes (series); but 70 years 11 months 6 days (age)» («2 дня, 3 часа, и 4 минуты (серийная запятая), но 70 лет 11 месяцев 6 дней (возраст)»

Уилсон Фоллетт, «Modern American Usage, A Guide» (Random House, 1981), стр. 397—401
В чём же тогда заключаются аргументы за исключение последней запятой? Только один является убедительным — экономия пространства. Но здесь или где-нибудь ещё надо ставить вопрос о том, перевешивает ли преимущество от наличия запятой смятение, вызванное её исключением… 
Рекомендацией здесь является то, что [писатели] используют запятую между всеми членами ряда, в том числе последними двумя, в целях избежать неоднозначности и неприятности при пренебрежимо малых затратах.
The Chicago Manual of Style, 15-е издание (University of Chicago Press, 2003), параграф 6.19
Когда союз соединяет два последних элемента в ряду, запятая… должна присутствовать перед союзом. Чикаго настоятельно рекомендует эту широко применяемую практику… («When a conjunction joins the last two elements in a series, a comma… should appear before the conjunction. Chicago strongly recommends this widely practiced usage»)…
Руководство американской медицинской ассоциации (англ. American Medical Association Manual of Style), 9-е издание (1998). Глава 6.2.1
Используйте запятую перед союзом, который предшествует последнему члену ряда. («Use a comma before the conjunction that precedes the last term in a series.»)
The Publication Manual Американской психологической ассоциации, 6-е издание (2010). Глава 4.03
 Используйте запятую между элементами (в том числе перед и и или) в рядах из трех или более элементов.
Элементы стиля (англ. The Elements of Style) (Strunk и White, 4-е издание, 1999).
The Oxford Style Manual, 2002, Глава 5, раздел 5.3. Запятая.
The CSE Manual for Authors, Editors, and Publishers (Council of Science Editors, 7-е издание, 2006), Раздел 5.3.3.1.
Garner’s American Usage (Оксфорд, 2003).
MLA Style Manual and Guide to Scholarly Publishing  (Modern Language Association 2008). 3.4.2.b.
Большинство университетских учебников в США также настоятельно рекомендуют использовать серийную запятую.

### Руководства против обязательного использования
The Times style manual
The New York Times stylebook
The Economist style manual
The AP Stylebook
The Australian Government Publishing Service’s Style Manual for Authors, Editors and Printers
The Guardian Style Guide
University of Oxford Writing and Style Guide
The Cambridge Guide to English Usage